# Civil Rights Act 1968

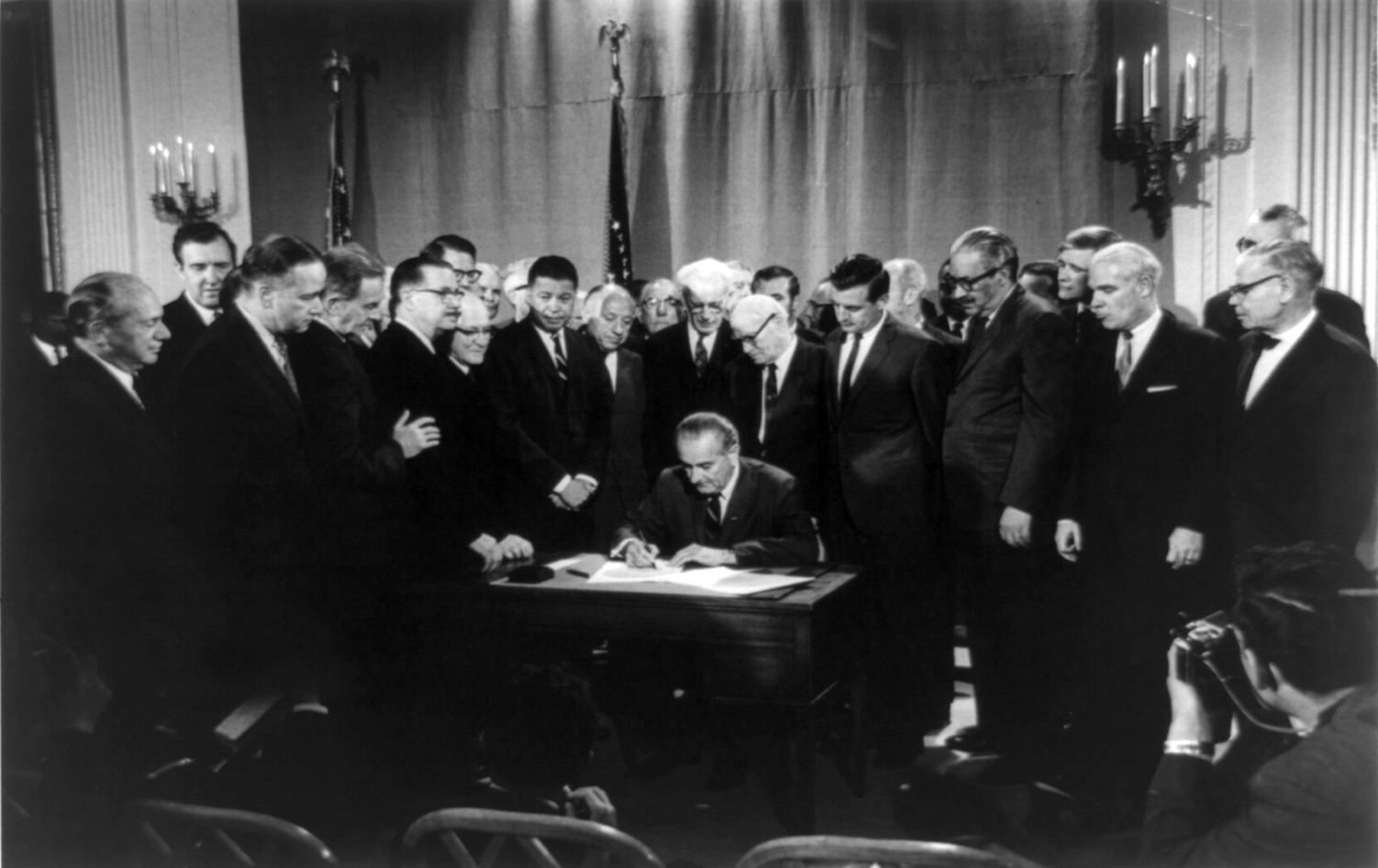
President Lyndon B. Johnson skriver under Civil Rights Act 1968.

Civil rights act 1968 (även Fair housing act of 1968) är en lag som infördes i USA den 11 september 1968 och som gjorde det olagligt att diskriminera människor på grund av hudfärg, religion eller nationalitet vid fastighetsförsäljning eller bostadsuthyrning.
Fair Housing Act förbjuder diskriminerande beteende av en mängd olika juridiska personer. Lagen definierar "person" för att inkludera en eller flera individer, företag, partnerskap, föreningar, fackliga organisationer, juridiska ombud, ömsesidiga bolag, aktiebolag, stiftelser, oregistrerade organisationer, förvaltare, mottagare och förvaltare. Dessutom kommuner, lokala myndigheter, städer och federala myndigheter är föremål för lagen.
Lagen från 1968 Civil Rights förbjudet följande former av diskriminering:
- Vägran att sälja eller hyra ut en bostad till någon person på grund av hans / hennes ras, hudfärg, religion eller nationellt ursprung. Personer med funktionshinder och familjer med barn läggs till i listan över skyddade klasser från Fair Housing Ändringar Act från 1988; kön tillsattes år 1974.
- Diskriminering mot en person i de villkor, bestämmelser eller privilegium för försäljning eller uthyrning av bostad.
- Att annonsera om försäljning eller uthyrning av en bostad indikerar preferens för diskriminering på grund av ras, hudfärg, religion eller nationellt ursprung (ändrad av kongressen som en del av bostäder och gemenskapens Development Act från 1974 till att omfatta kön, och från och med 1988 personer med funktionshinder och familjer med barn.
- Tvinga, hota, hotfull eller störa en persons åtnjutande eller utövande av rätten till bostad som grundar sig på diskriminerande skäl eller att slå tillbaka mot en person eller organisation som hjälper eller uppmuntrar motion eller åtnjutande av rättigheter.